# مامان عصبانی
مامان عصبانی (انگلیسی: Angry Mom; کره‌ای: 앵그리맘) یک مجموعه تلویزیونی کره جنوبی سال ۲۰۱۵ با بازی کیم هی سون، کیم یو جونگ و جی هیون وو است.
این مجموعه از ۱۸ مارس تا ۷ مه ۲۰۱۵، روزهای چهارشنبه و پنجشنبه ساعت ۲۲:۰۰ (کی‌اس‌تی) از ام‌بی‌سی برای ۱۶ قسمت پخش شد. فیلم‌نامه این مجموعه برندهٔ جایزه برتر در مسابقه فیلم‌نامه ام‌بی‌سی سال ۲۰۱۴ شد.

## بازیگران

### اصلی
- کیم هی سون در نقش جو کانگ جا / جو بانگ وول
- کیم یو جونگ در نقش اوه آه ران
- جی هیون وو در نقش پارک نو آه